# Клименко, Василий Николаевич
Василий Николаевич Клименко (13 апреля 1868, Одесса — 19 октября 1941, Рига) — русский врач, талантливый преподаватель, актёр, эмигрант первой волны в Латвию, занимал должность профессора Латвийского университета, явился одним из основателей медицинского факультета Латвийского университета в межвоенный период существования Латвии.

## Ранний период биографии
Родился в Одессе в семье военного инженера Николая Васильевича Клименко, все родственники будущего известного врача так или иначе были связаны с инженерно-конструкторской профессией. Именно по этой причине сын косвенно последовал по стопам отца и поступил в Петербургскую военно-медицинскую академию. В 1895 году Василий Клименко защитил докторскую диссертацию. После успешной защиты заступает на должность военврача, на которой набирается опыта до 1900 года. В самый первый год XX века он отправляется на штудии повышения квалификации в Цюрихский университет, медицинские программы которого имели широкую известность в европейских медицинских кругах. Там он становится профессиональным протеже профессора Эрнста. Далее Клименко проходит хорошую медицинскую школу в Пастеровском институте в Париже, после чего закрепляет свои профессиональные навыки в Бернском бактериологическом институте.

## Деятельность до эмиграции
С началом русско-японской войны Клименко возвращается из-за границы и устраивается на работу в читинский департамент Красного креста, где на протяжении всего периода военных действий занимает пост руководителя отделения внутренних болезней. После завершения военных действий Клименко становится ассистентом профессора В. Подвысоцкого, который преподаёт на кафедре всеобщей патологии Императорского Института Экспериментальной медицины (Санкт-Петербург). В 1908 году, продолжая помогать Подвысоцкому в преподавательском деле, Клименко избирается приват-доцентом Военно-медицинской академии на кафедре контагиозных заболеваний. В 1913 году прекращает ассистировать профессору Подвысоцкому. В 1914 году занимает руководящую должность в Центральной бактериологической лаборатории в Петербургской городской больнице имени Петра Первого (в советское время носившую имя основоположника сравнительной патологии Ильи Ильича Мечникова). Новый пост следует в 1918 году: Клименко назначают на должность начальника Вакцинно-бактериологической лаборатории Института экспериментальной медицины. Наконец, в 1919 году Василий Клименко — профессор бактериологии. В период, когда в России разгорелась Гражданская война, Клименко перебирается в сравнительно спокойную Самару, поначалу не задетую военными потрясениями, где становится профессором Самарского университета. Его деятельность способствовала повышению престижа и качественного уровня образования и преподавания Самарского университета, в особенности в специфических условиях функционирования, которые создавала Гражданская война.

## О медицинском факультете ЛУ
После 1920 года он оказывается в Латвии, недавно обеспечившей себе суверенитет после длительного периода гражданских неурядиц. С наступлением осени 1921 года Клименко становится профессором переформированного Латвийского Университета на кафедре диагностики внутренних заболеваний. Он заслуженно признаётся ведущим в Латвии специалистом в области изучения заболеваний бактериальной этиологии. В этот же период Клименко немало способствует тому, что в ЛУ открывается новый самостоятельный медицинский факультет. Фактически была возобновлена деятельность медицинского факультета, который уже был открыт 7 марта 1919 года (наряду с ветеринарным и педагогическим факультетами) в Высшей школе Латвии, созданной Советским правительством Петра Стучки и Юлия-Карла Христиановича Данишевского. Другое дело, что медицинский факультет был закрыт в связи с «перехватом» власти прогерманскими интервентами («Железной дивизией») 22 мая 1919 года, в результате чего первое советское правительство Латвии было свергнуто и расформировано. Такая же участь постигла Высшую школу Латвии. Её деятельность была официально возобновлена только в сентябре 1919 года, когда революционные страсти несколько поутихли. Таким образом, с 1923 года, во многом благодаря неоднократным прошениям Василия Николаевича Клименко, ратовавшего за качественно медицинское образование в молодой Латвии, ставшей ему по стечению обстоятельств второй родиной, медицинский факультет ЛУ был восстановлен под видом одного из 11 факультетов «нового» ЛУ.
С момента возобновления деятельности медицинского факультета ЛУ Клименко живёт в Риге, руководя одним из отделений Второй городской больницы. Одновременно читает в ЛУ два курса — по диагностике внутренних заболеваний и по медицинской бактериологии. Начало и середина 20-х годов — период серьёзной научной деятельности профессора, который выпускает друг за другом более 60 трудов по своей специализации на трёх языках (латышском, русском, немецком). Как преподаватель Клименко стяжал любовь своих студентов, он пользовался славой самого «доброго и мягкосердечного» преподавателя, которому одновременно удавалось совмещать свою «доброту» с закономерной профессиональной требовательностью к точности знаний, без которой сложно было бы сформироваться настоящему врачу.
Василий Николаевич Клименко скончался в Риге 19 октября 1941 года, погребён на Покровском кладбище.

## Члены семьи Василия Клименко

### Мария Аполлоновна Мейер-Клименко
Первой женой врача была Мария Аполлоновна Мейер, с которой у него состоялось знакомство в Берне, в ту пору, когда он практиковался в лаборатории Бактериологического университета. Мейер (фамилия по первому её мужу) к тому времени успела овдоветь, но от первого брака у неё родилось пять детей. Она следует повсюду за своим вторым мужем, претерпевая с ним все жизненные невзгоды, выпадающие на их долю. Вместе с ним она переселяется в Самару, а оттуда семья перебирается в Ригу. Мария Мейер писала стихотворения и пьесы, а у её литературного таланта было много поклонников. Об этом также свидетельствует факт публикации её поэтического творчества символистской эстетической направленности — в 1929 году выходит её дебютный сборник пьес под названием «Кровью сердца», в котором под оригинальным углом зрения рассматриваются многие нравственные вопросы и дилеммы, по-разному решаемые персонажами её пьес. Из наиболее примечательных следует отметить пьесы «Крылатый царевич», «Спрут», «Преступление», «Шутка».

## Василий Васильевич Клименко-младший
Ещё в Берне у Мейер рождается сын, который был назван в честь отца Василием — в будущем один из передовых актёров Театра русской драмы, любимцем публики и корифеем театральных посиделок. Клименко-младший был очень талантливым футболистом, проживал некоторое время в Париже, начинал в любительских командах, пока спортивные менеджеры Франции середины 20-х не оценили его способности по достоинству и не пригласили начинающего форварда в сборную Франции, за которую он успешно играл. Одновременно с профессиональными занятиями футболом Василий всерьёз рассматривал перспективы своей актёрской карьеры, сдружившись с сыном Фёдора Шаляпина (Шалиным), часто навещавшим Париж. Вместе с ним он принимал активное участие в знаменитых парижских антрепризах Михаила Александровича Чехова.

### Татьяна Даниловна Ратгауз-Клименко
Клименко-младший возвращается в Ригу, устав от парижской суеты и склок, где его сразу же принимают в труппу Рижского русского драматического театра, который помнит ещё инновационные решения Михаила Чехова, недавно покинувшего Ригу. В 1935 году он начинает свою работу в театре. В 1936 году вступает в брак с дочерью одного из самых «музыкальных» поэтов России Даниила Ратгауза Татьяной Ратгауз, которая была без преувеличения, выражаясь более современным языком, секс-символом Театра русской драмы начала-середины 30-х годов, а также слава её и её мужа (они работали в паре с 1935 по 1941 и с 1944 по 1946 годы) блистала и некоторое время после войны в советский период. Татьяна Ратгауз также известна как оригинальная поэтесса, её во многом печально-задумчивые стихотворения пронизаны тонкой лирической проницательностью и предчувствиями вечного умиротворения и блаженства после ухода за пространство земной жизни.